# Коммерсантъ Украина
«Коммерса́нтъ Украи́на» — русскоязычная украинская ежедневная деловая общественно-политическая газета формата В3+ (350 × 580 мм). Выпускалась в 2005—2014 гг. издательским домом «Коммерсантъ-Украина» с периодичностью пять раз в неделю (с понедельника по пятницу), тираж 13 300 — 15 000 экземпляров.
Пятничный номер киевского тиража выходил с цветным приложением о досуге «Коммерсантъ-Weekend». Более 20 раз в году газета выходила с тематическими приложениями «Авто», «Финансы», «Стиль».

## История
Пилотный номер издания вышел 31 мая 2005 года, а первый — 18 июля.
В 2010 году, согласно исследованиям компании «TNS Украина», «Коммерсантъ» лидировал в рейтинге деловых изданий Украины. В «Яндекс. Каталоге» «Коммерсантъ» занимает третье место среди всех украинских СМИ. В то же время в июне 2010 года главный редактор радиостанции «Эхо Москвы» Алексей Венедиктов в интервью «Украинской правде» таким образом отзывался об издании: «Он сейчас очень провинциален. Многое на слухах, а потом, когда это не подтверждается, то как бы этого и не было. Если я и читаю его, то с чувством внутреннего сопротивления. В отличие от российского „Коммерсанта“, к которому у меня тоже появились претензии в том же направлении, украинский „Коммерсант“ — это не моя газета. Я не понимаю по „Коммерсанту“, что происходит на Украине».

## Закрытие издания
13 марта 2014 года гендиректор издательского дом Коммерсантъ Павел Филенков на фоне Евромайдана объявил о решении приостановить издание газеты Коммерсантъ Украина до того момента, пока ситуация не стабилизируется, хотя не исключил его последующего возобновления. Он отметил, что в последнее время газета стала терять рекламодателей, а денег оставалось лишь на выплаты зарплат сотрудникам. По мнению Дмитрия Солопова, в прошлом бывшего генеральным редактором Коммерсантъ ФМ, помимо экономических причин закрытия газеты были и политические; некоторые украинские издания сообщили о том, что непосредственным поводом для закрытия газеты стало требование из Москвы заменить материал на первой полосе об угрозе вторжения вооружённых сил РФ на Украину в номере за 12 марта на российский о формате перехода собственности Украины и украинцев к РФ в Крыму. Украинская редакция сначала поставила русский текст, а потом решила этого не делать и не выпускать номер вообще, после чего на следующее утро было объявлено о прекращении издания газеты . Спустя год эту версию подтвердил бывший редактор отдела экономики и финансов Вячеслав Садовничий, а Валерий Калныш опубликовал весь последний выпуск вместе с так и не вышедшим первополосным материалом. Журналистами издания «Коммерсантъ-Украина» был основан информационно-аналитический портал «Апостроф».

## Главные редакторы
- Андрей Васильев (с 2005 по 2006 год)
- Андрей Гоголев (с 2006 по 2012 год)
- Валерий Калныш (с сентября 2012 года)